# Twelve Girls Band
Twelve Girls Band (女子十二樂坊T, 女子十二乐坊S, Nǚzǐ shí'èr YùefǎngP, a volte abbreviato 女樂T o 女乐S) è un gruppo di 13 donne, di cui ne appaiono sempre 12 sul palco, che suonano strumenti musicali tradizionali cinesi per suonare sia canzoni tradizionali sia canzoni occidentali. Le donne che compongono il gruppo, formato il 18 giugno del 2001, sono state selezionate durante audizioni con più di 4 000 concorrenti, tutte studentesse di conservatorio.

## Storia
La numerologia ha dato a Wang Xiao-Jing l'idea per le Twelve Girls Band: quando il "padre della musica rock cinese" decise di voler creare un ensemble musicale femminile, sapeva di aver bisogno di 12 membri, poiché per la mitologia cinese, le 12 jinchai (le 12 forcine) rappresentano la femminilità. Per questo progetto, le ragazze si ispiravano all'arte dello Yue Fang, i gruppi musicali che suonavano delle corti della dinastia Tang.
Il gruppo debuttò in Cina e in Giappone nell'estate del 2003. Le esibizioni cominciarono a moltiplicarsi con il tutto esaurito; in Giappone il loro album d'esordio rimase in prima posizione nelle classifiche per 30 settimane. Questo, dal titolo "Twelve Girls Band" arrivò anche in America nell'estate del 2004, includendo anche le cover di "Clocks" dei Coldplay e "Only Time" di Enya. L'album fu preceduto da un'enorme campagna pubblicitaria che annunciava l'arrivo del gruppo.
Tra gli strumenti utilizzati: erhu (fiddle cinese), pipa (un liuto a forma di pera), guzheng (una sorta di cetra), yangqin (dulcimer), dizi (flauto traverso), e xiao (simile al flauto turco). Occasionalmente si usa anche il duxianqin(cetra ad una sola corta) e l'hulusi.
Sono diventate molto famose in Giappone, nella Repubblica Popolare Cinese, ad Hong Kong e anche all'estero.

## Formazione
- Er-hu
  - 秦子婧(Qin Zijing)
  - 上官振楠(Shangguan Zhennan)
  - 于秋実(Yu Qiushi)
  - 金晶(Jin Jing)
  - 羅翩翩(Luo Pianpian)
- Pi-Pa 
  - 石娟 (Shi Juan)
  - 仲宝 (Zhong Bao)
- Zhong-Ruan 
  - 臧暁鵬(Zang Xiaopeng)
- Zhu-Di 
  - 陳雪嬌 (Chen Xuejiao)
  - 廖彬曲 (Liao Binqu)
- Yang-Qing 
  - 張静(Zhang Jing)
  - 馬亜晶 (Ma Yajing)
- Gu-Zheng 
  - 于秋璇(Yu Qiuxuan)
- Du-xian-Qing 
  - 唐小媛(Tang Xiaoyuan)

## Discografia
- Meili Yinyuehui 魅力音乐会 (CD, 2001 - edizione limitata) - CD di debutto
- Joshijunirakubo - Beautiful Energy (CD e DVD, 2003) - primo album giapponese
- Kiseki/Miracle Live (CD, DVD e VCD, 2003)
- Kikou - Shining Energy - (CD e DVD, 2004) - secondo album giapponese
- Eastern Energy (CD e DVD, 2004) - primo album statunitense
- Twelve Girls Band Live at Budokan Japan 2004 (DVD, 2004)
- Red Hot Classics (CD, DVD e VCD, 2004)
- Tribute to Wang Luobin (CD e DVD, 2004)
- Freedom (Greatest Hits) (2 CDs, 2004)
- Journey to Silk Road (VCD, 2005)
- Tonkou - Romantic Energy - (CD e DVD, 2005)
- Merry Christmas To You (2005) - Album natalizio pubblicato in Giappone
- White Christmas (CD e DVD, 2005)
- Romantic Energy (CD and DVD, 2005) - pubblicato negli USA
- Twelve Girls of Christmas (2005) - Album di Natale pubblicato negli USA
- The Best of 12 Girls Band (2006)
- Shanghai (2007)